# Anatoli Michailowitsch Bykow

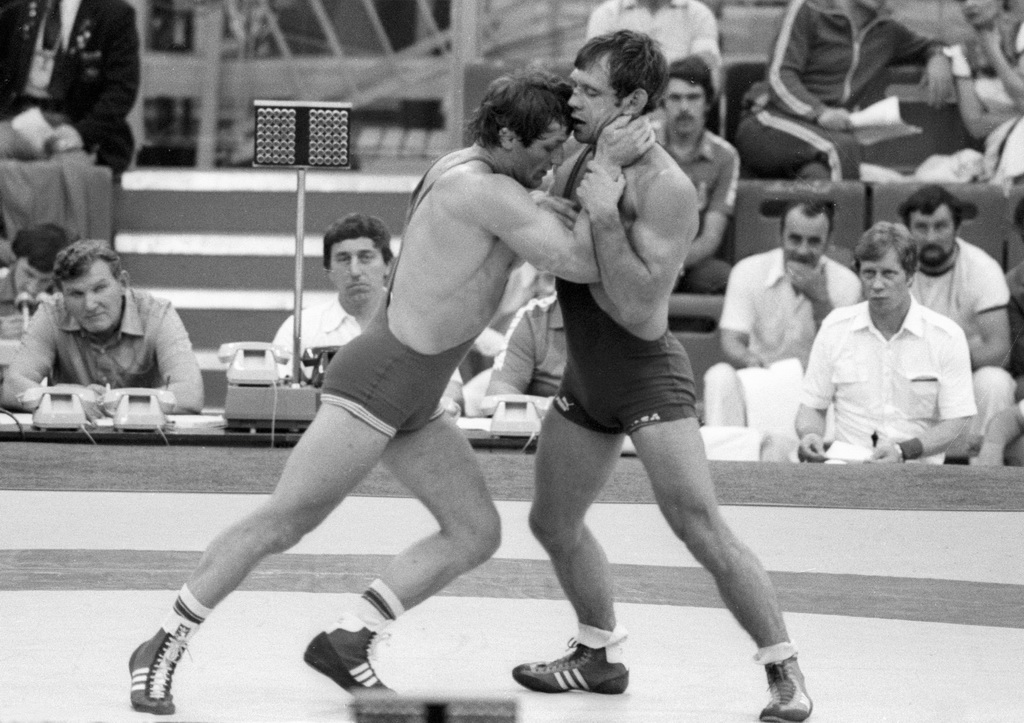
Anatoli Bykow (r.) bei den Olympischen Spielen 1980 im Endkampf gegen Ferenc Kocsis

Anatoli Michailowitsch Bykow (russisch Анатолий Михайлович Быков; * 6. August 1953 in Magadan) ist ein ehemaliger sowjetischer Ringer. Er war Olympiasieger 1976 im griechisch-römischen Stil im Weltergewicht.

## Werdegang
Anatoli Bykow, begann als Jugendlicher 1966 in Kasachstan mit dem Ringen. Nachdem sein großes Talent für diesen Sport entdeckt worden war, wurde er zu Dinamo Alma-Ata (heute Almaty) delegiert und dort von Trainer W. Jermakow zu einem hervorragenden Ringer im griech.-röm. Stil geformt.
Bereits 1970 nahm er an den Junioren-Europameisterschaften (Juniors = bis zum 18. Lebensjahr) in Huskvarna teil und belegte in der Klasse bis 65 kg Körpergewicht den 3. Platz hinter Andrzej Supron aus Polen und Mikko Huhtala aus Finnland. In den Jahren 1971 und 1973 wurde er dann in Tokio und in Miami jeweils Junioren-Weltmeister (Espois = bis zum 20. Lebensjahr) im Leichtgewicht.
Bei den Senioren gelang ihm im Jahre 1975 erstmals der Gewinn der sowjetischen Meisterschaft im Weltergewicht. Er wurde damit Nachfolger von so großartigen Könnern wie Wiktor Igumenow und Schamil Chisamutdinow. Im gleichen Jahr erfolgte dann bei der Weltmeisterschaft in Minsk auch der erste Einsatz von Anatoli Bykow bei einer internationalen Meisterschaft. Er rechtfertigte das in ihn gesetzte Vertrauen, denn er wurde in Minsk mit fünf Siegen sofort Weltmeister.
Gleich im nächsten Jahr gelang ihm bei den Olympischen Spielen in Montreal der größte Sieg in seiner Laufbahn. Er wurde Olympiasieger im Weltergewicht. In Montreal feierte er u. a. Siege über die Klasseathleten Karl-Heinz Helbing aus der BRD, Klaus-Peter Göpfert aus der DDR und Vitezslav Macha aus der CSSR.
Im Jahre 1977 war Anatoli Bykow nicht in der guten Verfassung der Jahre 1975 und 1976. Dies zeigte sich auch bei der Weltmeisterschaft dieses Jahres in Göteborg, nachdem er bei der Europameisterschaft gar nicht eingesetzt worden war. In Göteborg gewann er zwar u. a. wieder über Klaus-Peter Göpfert und Janko Schopow aus Bulgarien, unterlag aber gegen Vitezslav Macha und den Ungarn Ferenc Kocsis, der in den nächsten Jahren zu seinem Hauptkonkurrenten wurde.
1978 unterlag Anatoli Bykow im Finale der Europameisterschaft in Oslo wieder gegen Ferenc Kocsis (Ringer)|Ferenc Kocsis und belegte den 2. Platz. Im gleichen Jahr erreichte er bei der sowjetischen Meisterschaft den 2. Platz im Weltergewicht hinter dem neuen Mann Wjatscheslaw Mkrtytschew und vor Arif Niftulajew und Wladimir Zemkow. Bei der II. Spartakiade der UdSSR im Jahre 1979 kam er aber hinter Suren Nalbandjan, dem als Gast startenden Tschechen Vitezslav Macha und Arif Niftulajew nur auf den 4. Platz. Dies hatte zur Folge, dass er 1979 bei keinen internationalen Meisterschaften eingesetzt wurde.
1980 gelang es ihm aber, sich für die Olympischen Spiele in Moskau zu qualifizieren. Dort musste Anatoli Bykow sieben harte Kämpfe bestehen. Er siegte dabei u. a. über seine alten Konkurrenten Vitezslav Macha, Lennart Lundell aus Schweden, Mikko Huhtala und Janko Schopow, unterlag aber im Finale erneut gegen Ferenc Kocsis (Ringer)|Ferenc Kocsis und gewann so die Silbermedaille.
Nach diesen Spielen trat Anatoli Bykow als aktiver Ringer zurück. Er absolvierte eine Ausbildung zum Sportlehrer und ist heute als Ringer- und Fitnesstrainer tätig.

## Internationale Erfolge
(OS = Olympische Spiele, WM = Weltmeisterschaft, EM = Europameisterschaft, GR = griech.-röm. Stil, Le = Leichtgewicht, We = Weltergewicht, damals bis 68 kg bzw. 74 kg Körpergewicht)
- 1970, 3. Platz, Junioren-EM (Juniors) in Huskvarna, GR, bis 65 kg Körpergewicht, hinter Andrzej Supron, Polen u. Mikko Huhtala, Finnland u. vor Erich Klaus, BRD u. Anders Pettersson, Schweden;
- 1971, 1. Platz, Junioren-WM (Espoirs) in Tokio, GR, bis 70 kg Körpergewicht, vor Miltschew, Bulgarien, Masaru Ogasawara, Japan, Tae, Südkorea u. Rick Benz, USA;
- 1973, 1. Platz, Junioren-WM (Espoirs) in Miami, GR, Le, vor Konstantin Trajkow, Bulgarien, Hermann Wolter, DDR, Erich Klaus u. Kenneth Williams, USA;
- 1974, 4. Platz, Turnier in Klippan/Schweden, GR, We, hinter Schamil Chisamutdinow, UdSSR, Stanisław Krzesiński, Polen u. Jan Karlsson, Schweden u. vor Janko Schopow, Bulgarien;
- 1974, 1. Platz, „Nikola-Petrow“-Turnier in Pleven, GR, We, vor Vitezslav Macha, CSSR uö. Iosif Berischwili, UdSSR;
- 1975, 1. Platz, WM in Minsk, GR, We, mit Siegen über Murat Toklu, Türkei, Gheorghe Ciobotaru, Rumänien, Mikko Huhtala, Janko Schopow u. Vitezslav Macha; im Kampf Bykow gegen Mihály Toma, Ungarn, wurden beide Ringer wegen Passivität disqualifiziert;
- 1976, 1. Platz, Großer Preis der Bundesrepublik Deutschland in Aschaffenburg, GR, We, vor Gheorghe Ciobotaru, Karl-Heinz Helbing, BRD, Vojislav Tabacki, Jugoslawien, Stanislaw Krzesinski u. Adrian Popa, Rumänien;
- 1976, Goldmedaille, OS in Montreal, GR, We, mit Siegen über Karl-Heinz Helbing, Mihály Toma, Vitezslav Macha, Klaus-Peter Göpfert, DDR u. Vojislav Tabacki;
- 1977, 5. Platz, Großer Preis der BRD in Aschaffenburg, GR, We, hinter Gheorghe Ciobotaru, Mikko Huhtala, Stanislaw Krzesinski u. Vojislav Tabacki;
- 1977, 4. Platz, WM in Göteborg, GR, We, mit Siegen über Klaus-Peter Göpfert, Janko Schopow, Jan van der Pawerd, Niederlande u. Feliciano Marotto, Italien u. Niederlagen gegen Vitezslav Macha u. Ferenc Kocsis, Ungarn;
- 1978, 2. Platz, Turnier in Klippan, GR, We, hinter Lennart Lundell, Schweden u. vor Wunderlich, DDR;
- 1978, 2. Platz, EM in Oslo, GR, We, mit Siegen über Jaques van Lancker, Belgien, Konstantinopoulos, Griechenland, Gheorghe Ciobotaru, Mikko Huhtala u. Janko Schopow u. einer Niederlage gegen Ferenc Kocsis (Ringer)|Ferenc Kocsis;
- 1980, 3. Platz, Großer Preis der BRD in Aschaffenburg, GR, We, hinter Ferenc Kocsis (Ringer)|Ferenc Kocsis u. Andrzej Supron u. vor Janko Schopow u. Ronald Schulz, DDR;
- 1980, Silbermedaille, OS in Moskau, GR, We, mit Siegen über Wiesław Dziadura, Polen, Idalberto Barban, Kuba, Vitezslav Macha, Lennart Lundell, Janko Schopow u. Mikko Huhtala u. einer Niederlage gegen Ferenc Kocsis (Ringer)|Ferenc Kocsis